# Nephodia subcomosa
Nephodia subcomosa là một loài bướm đêm trong họ Geometridae.